# 飆車族
飆仔是對在一般道路上駕著機車或汽車進行競賽或高速亂竄的團體與其成員的稱呼，臺灣的飆車族類似於鄰國日本所稱的暴走族，但兩者的特色仍存在相當的差異。香港則稱為飛車黨，中國大陸則稱為飆車黨，英文則稱Street racer，日文稱為走り屋。
據中華民國警察機關的記錄，臺灣的飆車活動始於1986年臺北市北投區大度路（因該路為3公里長的直線道路），後來逐漸擴展到全台湾各地。
在中国大陆，飙车党首先出现在1996年的广州，当时的摩托车发烧友专玩哈雷摩托或相似的重型摩托车，威风潇洒地招摇过市。2005年，因为陈震以13分钟內驾车跑完北京二环路，飙车行为开始进入公众视野。

## 车辆和人员
臺灣人偏好使用價格便宜且機動性高的機車（絕大多數排氣量在150cc以下）代步，全國機車總數高達1300萬輛以上，以總人口2300萬人計算，幾乎相當於每2人就有一輛機車，因此臺灣地區的飆車族通常都是以機車為主，改裝排氣砲管，變造車體、加裝非法器具。但混合型，即同一飆車集團中有人駕汽車有人騎機車的這種組成也並不少見。純粹使用汽車或大型重型機車的飆車族雖較為少見，然而值得注意的是，有些類似的團體只是汽車同好會或大型重型機車同好會，並非飆車族。臺灣地區飆車族的年齡構成集中在10數歲至30數歲之間，呈鐘形分布。飆車的動機不一而足，或喜好追求刺激與速度快感，或愛出風頭，或為了發洩精力、宣洩壓力與情緒，或只是為了得到同儕團體的認同與歸屬感等等。由於飆車本身的反社會屬性，所以飆車族中常可見所謂的不良少年乃至於幫派份子，也因此飆車族往往不只是飆車、改裝此類違反交通法規的行為而已，其他諸如競速賭博、逞兇鬥狠、搶劫破壞、販食迷幻藥與毒品等的犯罪行為成為一大社會問題。
中国大陆和日本的飙车族以使用经过改装车为主，其人员主要包括：
- 富二代和企业老板：此类人群愿意“烧钱买快活”，花高价购置车辆并进行改装；
- 改装车发烧友：以年轻人为主，喜欢以飙车张扬个性；
- 改装车从业人员：对飙车族进行技术支持，并通过飙车进行宣传來獲利。

## 活動型態
飆車族分固定型和臨時型兩種，固定型的飆車族是指成員組成相對固定的飆車集團，固定型的飆車族類似或者即是不良幫派組織，本身以玩車為娛樂。臨時型的飆車族可能純粹是個人型飆車族的臨時糾集，也可能是發展為固定型飆車族的初期階段。有時不同的飆車集團還會聚集在一起讓飆車活動更為盛大，達到上百輛的規模。
飆車族常透過手機、網路或即時通甚至口耳相傳約定聚集，時間通常為夜晚，飆車地點則多為筆直寬敞的大馬路。飆車族通常會改裝汽、機車主要重點在於消音器、排氣管、輪胎、車身裝飾以及車燈的變化，以滿足飆車時的聲光效果。
飆車族的機車在加速時會發出高分貝刺耳的噪音，或車尾燈或車身上的燈飾有五彩繽紛的變化。不過這些改造不是絕對的。另外為了躲避測速照像、監視錄影與警察臨檢站的取締，有些飆車族還會變造車牌、塗炫光劑、加裝車牌翻降機關，甚至練習行進間掩蓋車牌與拆卸車牌的技巧。除了高速亂竄的危險行為之外，不少飆車族還學會空手騎車、翹單輪等危險動作。一部份則會先避开或破壞測速照像、監視錄影等設備。以兩人共乘一輛機車型態活動的飆車族也很多。團體飆車時，通常集團前後有飆車老手帶領與壓陣，將較資淺的飆車族包圍在中間或在後。
典型使用汽車飆車者，最常見的飆車形式是為起源於美國的直線競速，通常都在人煙稀少的直路進行1對1的決鬥。甩尾活動也是如此，大多選在珠江新城、北京大屯路等人流较少、没有监控设备的地方进行比赛，有些还私自封路以表演甩尾甚至从附近拉电线为场地进行照明，經常在道路上留下一圈圈輪胎的胎痕。部份汽車飆車族採用長途兜風的競速形態，則到广清高速公路、上海南北高架路等可高速行駛的道路等山路飆車競駛。車種從改裝過的一般國產車輛到高价進口跑車皆有。

## 执法行动
飙车族的行为会对道路交通安全和社会治安造成负面影响，故飙车行为也是警察打击的项目之一。

### 法律条文

#### 中華民國
主要以《中華民國道路交通管理處罰條例》處罰之。（中華民國94年2月5日 修正版）
內文：依據道路交通管理處罰條例第43條規定，警察機關取締危險駕車（在道路蛇行、競駛、競技）青少年，除依法重罰新臺幣三萬元以上九萬元以下罰鍰外，並將吊銷駕照、沒收車輛並公佈其家長姓名、強制參加道路交通安全講習。
其他相關法律責任：
1. 非法改裝汽、機車，依交通管理處罰條例第16條第1項第2款除頭燈外之燈光、雨刷、喇叭、照後鏡、排氣管消音器設備不全，或損壞不予修復或擅自增減變更原有規格致影響行車安全，處罰新台幣900元以上1800元以下之罰款，並應責令改正。
2. 因汽、機車等車身、引擎、底盤、電系重要設備因交通事故遭受重大損壞修復後而不向申請公路主管機關施行臨時檢驗而行駛者，依交通管理處罰條例第18條第1項罰新台幣2400以上9600以下之罰款（1.並責令其檢驗。2.汽車所有人在一年內違反本條第一項規定二次以上者，並吊扣牌照三個月；三年內經吊扣牌照二次，再違反前項規定者，吊銷牌照）。
3. 依中華民國刑法公共危險罪章，其中的第185條第1項規定：「損壞或壅塞陸路、水路、橋梁或其他公眾往來之設備或以他法致生往來之危險者，處五年以下有期徒刑，拘役或五百元以下罰金。
4. 飆車族成群結隊，依刑法第185條第1項妨害公眾往來安全罪，損壞或壅塞陸路致生往來之危險，得處五年以下有期徒刑。
5. 有關飆車族撞傷民眾時，得以刑法第277條傷害罪，傷害人之身體或健康，得處三年以下有期徒刑。
6. 飆車行為嚴重妨害交通與社會秩序安寧，警察基於職責積極從事勸道及取締工作，若飆車者不服員警予制止，而發生對峙或挑戰公權力情形時，均可能構成不同程度之妨害公務罪刑責；如刑法第135條妨害公務員執行職務罪、第136條聚眾訪害公務罪或第140條侮辱公務論處。

#### 中华人民共和国
根据《中华人民共和国道路交通安全法》，机动车行驶超过规定时速百分之五十的，公安机关交管部门将处二百元以上二千元以下罚款，可以并处吊销机动车驾驶证。
根据《中华人民共和国刑法》第一百三十三条之一，在道路上驾驶机动车追逐竞驶，情节恶劣的，犯有危险驾驶罪，处拘役（一个月以上，六个月以下），并处罚金。
此外，对于非法改装、醉酒驾驶等行为也有相应的处罚措施。

## 另見
- 改裝車
- 賽車
- 日本暴走族
- 美國摩托车帮会
- 香港街車

### 相关事件
- 杭州飙车案
- Happy Day会社
- 2015年北京大屯路飙车事故

### 相关作品
- 山道猴子的一生
- 烈火戰車2：極速傳説
- 頭文字D
- 灣岸競速
- 速度與激情：東京漂移
- 首都高賽車系列
- 極速快感系列